# 南森副緋鯉
南森副緋鯉為輻鰭魚綱鱸形目鱸亞目鬚鯛科的其中一種，分布於西印度洋的莫三比克海域，棲息深度36-51公尺，體長可達13.9公分，屬肉食性。